# Hondenbot

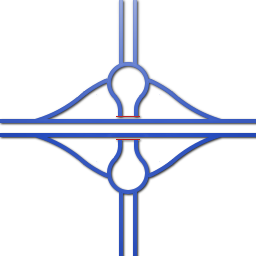
Schematische weergave van een hondenbot zoals aangelegd in de N459 bij Bodegraven (de horizontale weg is de N11)

Een hondenbot, botonde of kluifrotonde is een langgerekte rotonde. Uiterlijk lijkt hij op twee ¾-rotonden die met elkaar verbonden zijn. Hij kan ook worden gezien als een verkeersplein met doorgaande weg, waarbij het ronde plein is platgedrukt.
Een hondenbot wordt vaak gebruikt onder of boven een hoofdweg. Het hondenbot verbindt dan de op- en afritten van de hoofdweg met een kruisende weg. In dat geval is het hondenbot een variant op de Haarlemmermeeraansluiting. Dit levert vaak een veiligere aansluiting op dan twee kruisingen, doordat het kruisende verkeer wordt gedwongen af te remmen.
Zou men de twee ¾-rotonden veranderen in volledige rotonden, dan zal blijken dat er nauwelijks gebruik wordt gemaakt van de extra wegdelen, behalve door verkeer dat wil omkeren. Dat komt doordat er eenrichtingverkeer is op de op- en afritten. Een dergelijke uitbreiding is dus zinloos.

## Nederland

### Groningen
In Groningen is in 2006 een hondenbot in gebruik genomen bij de kruising van de Bornholmstraat met de parallelwegen van de Beneluxweg N7, dat zijn een toerit richting de N7, Osloweg en Helsinkistraat. Er is een aansluiting met de Beneluxweg in Westelijke richting. Een auto van de Lübeckweg (uit het westen, ten noorden van de N7) naar de Bornholmstraat (richting noorden) ging tweemaal onder de N7 door. Inmiddels is echter op alle parallelwegen van de ring eenrichtingsverkeer ingevoerd, zodat dit in de praktijk niet meer voorkomt. Aan vier kanten zijn bypasses ingevoegd. 
Sinds 2009 ligt er ook een hondenbot aan de andere kant van de stad Groningen, in de Laan Corpus den Hoorn. Hier sluiten de op- en afritten van de autosnelweg N7 richting Drachten op aan en ook 2 parallelwegen van de N7. Het verbindingsstuk ligt onder de N7. De noordelijke lus is een variant op de turborotonde.

### Bodegraven
Nabij Bodegraven wordt de N11 ongelijkvloers gekruist met dit type rotonde.
 In dit laatste geval is de rotonde ook een variant op de turborotonde. Een andere variant is een rotonde met gescheiden rijbanen. Een voorbeeld van de deze variant wordt toegepast in de aansluiting van de N220 op de A20 bij Maasdijk.

### Kelpen
De aansluiting van de N280 op de A2 bij Kelpen is ook van het type hondenbot. In deze variant ligt het verbindingsstuk over de snelweg A2. Nabij Roermond is sinds kort ook een hondenbotrotonde te vinden onder de A73 nabij de afslag Roermond-Zuid.

### Maassluis
Ook afslag 6 (Maasdijk, Maassluis-West) tussen de A20 en de N220  is een hondenbotrotonde. Het doel daarvan is dat men niet zomaar het tuinbouwgebied ten zuiden van De Lier kan inrijden.

### Sloten
In het najaar van 2008 is de aansluiting Sloten op de A4 ten zuidwesten van Amsterdam vervangen door een kluifrotonde. De oude aansluiting vormde een zogenaamde black spot. Dat hield mogelijk verband met het feit dat het verkeer dat vanaf beide afritten linksaf wilde slaan aan beide rijbanen van de kruisende weg afzonderlijk voorrang moest verlenen. In de nieuwe situatie moet het verkeer vanaf de afrit voorrang verlenen aan verkeer op de rotonde, maar zodra het verkeer op de rotonde rijdt heeft het voorrang op alle andere stromen.

### Maarsbergen
Ook afslag Maarsbergen op de A12 is een hondenbotrotonde.

### Scharendijke
In Scharendijke (Provincie Zeeland) kruisen de N57 en de N652 samen met enkele lokale wegen in een hondenbot.

### Hilvarenbeek
In Hilvarenbeek (provincie Noord-Brabant) is in 2021 onder de N269 op de N395 een kluifrotonde aangebracht. Deze is gerealiseerd voor een betere doorstroming van het verkeer. Een gevolg is dat fietsers op de rotonde geen voorrang hebben, wat eerder op deze kruising wel het geval was.

### Hoogeveen
In Hoogeveen (provincie Drenthe) is in 2022 over de A28 op de N374 een kluifrotonde aangebracht.  Deze is gerealiseerd voor een betere doorstroming van het verkeer. Door het verminderde overzicht over het viaduct was het in de oude situatie op de kruising lastiger in te schatten of er verkeer aankwam, waardoor er langere files ontstonden op de afritten van de A28. De kluifrotonde dwingt het verkeer op de N374 af te remmen, waardoor het verkeer vanaf de afritten eenvoudiger de nieuwe rotonde op kan komen, hetgeen de doorstroming bevordert.

## België
Er zijn kluifrotonden in onder meer Lendelede, Kortrijk, Bornem, Brugge en Gent (Sterre)